# Зиверс, Вольфрам
Во́льфрам Ге́нрих Фри́дрих Зи́верс (нем. Wolfram Heinrich Friedrich Sievers, 10 июля 1905, Хильдесхайм — 2 июня 1948, Ландсбергская тюрьма или Ландсберг-ам-Лех) — один из руководителей расовой политики нацистской Германии, генеральный секретарь Аненербе (с 1935), оберфюрер СС (30 января 1945), заместитель председателя управляющего совета директоров Научно-исследовательского совета Рейха. Повешен в 1948 году по «делу медиков» в Нюрнберге.

## Биография
Родился в семье церковного музыканта. Посещал школу в родном городе, но не окончил её — по некоторым данным, был отчислен за принадлежность к Немецкому народному союзу обороны и наступления. Изучал историю, историю религии и философию в Технологическом университете Штутгарта. В 1928 году примкнул к НСДАП, официально вступил в 1929 году (билет № 144983). 22 ноября 1934 года женился, у него был сын и две дочери. После основания общества Аненербе в 1935 году стал его генеральным секретарём и зачислен в СС (личный № 275325). Занимая эту должность, тесно сотрудничал с доктором Августом Хиртом. Осуществлял техническую и хозяйственную подготовку к созданию исследовательских лабораторий и институтов на территории концлагерей. 16 июня 1941 года был зачислен рядовым в резерв войск СС. С 9 ноября 1942 года — руководитель управления Аненербе в Личном штабе рейхсфюрера СС. После окончания Второй мировой войны был арестован. Судим американским военным трибуналом в Нюрнберге и 20 августа 1947 года приговорён к смертной казни на процессе Карла Брандта и других, несмотря на заступничество своего друга Фридриха Хильшера. Обвинение доказало прямую причастность подсудимого к убийству группы заключённых-евреев с целью создания коллекции скелетов для структур общества Аненербе. Повешен в Ландсбергской тюрьме (а не расстрелян, как ошибочно указывается в некоторых источниках) 2 июня следующего года в числе 7 осуждённых по приговору трибунала. От исповеди и последнего слова на эшафоте отказался. Место захоронения — кладбище Шпёттингер Ландсбергской тюрьмы.

## Награды
- Памятный знак «Нюрнберг 1929»
- Шеврон старого бойца
- Спортивный знак СА в бронзе
- Имперский спортивный знак в серебре
- Крест «За военные заслуги» 1 класса с мечами (1944)
- Кольцо «Мёртвая голова»
- Почётная шпага рейхсфюрера СС